# Danh sách mã điện thoại ở EU
Dưới đây là tất cả các mã số điện thoại tại Liên minh châu Âu và một số không phải là thành viên của Liên minh châu Âu được ghi chú phía sau.
| - Vùng 3 - +30 – Hy Lạp - +31 – Hà Lan - +32 – Bỉ - +33 – Pháp - +34 – Tây Ban Nha - +350 – Gibraltar - không phải EU - +351 – Bồ Đào Nha - +352 – Luxembourg - +353 – Cộng hòa Ireland - +354 – Iceland - không phải EU - +355 – Albania - không phải EU - +356 – Malta - +357 – Cộng hòa Síp - +358 – Phần Lan - +359 – Bulgaria - +36 – Hungary - +370 – Litva - +371 – Latvia - +372 – Estonia - +373 – Moldova - không phải EU - +374 – Armenia - không phải EU - +375 – Belarus - không phải EU - +376 – Andorra - không phải EU - +377 – Monaco - không phải EU - Hiện tại cũng được sử dụng bởi các mạng điện thoại di động ở Kosovo - +378 – San Marino - không phải EU - +379 – được giao Vatican (không phải EU) nhưng sử dụng 39 với Ý - +380 – Ukraina - không phải EU - +381 – Serbia - không phải EU - Kosovo, đó là theo UN quản lý, sử dụng 381 cho điện thoại cố định nhưng 377 (044) (Monaco) và 386 (049) (Slovenia) cho điện thoại di động. - +382 – Montenegro - +383.. +384 – unassigned - +385 – Croatia - không phải EU - +386 – Slovenia, Hiện tại cũng được sử dụng bởi các mạng điện thoại di động ở Kosovo - +387 – Bosna và Hercegovina - không phải EU - +388 – không được gán - Đánh số điện thoại cũ của Trạm không gian vũ trụ châu Âu. - +389 – Cộng hòa Macedonia - không phải EU - +39 – Ý và tòa thánh Vatican | - Vùng 4 - +40 – România - +41 – Thụy Sĩ - không phải EU - +420 – Cộng hòa Séc, được giao vào năm 1997 - +421 – Slovakia, được giao vào năm 1997 - +422 – unassigned - +423 – Liechtenstein - không phải EU, được giao vào năm 1999 - +424.. +429 – unassigned - +43 – Áo - +44 – Vương quốc Anh - +45 – Đan Mạch - +46 – Thụy Điển - +47 – Na Uy - không phải EU - +48 – Ba Lan - +49 – Đức |